# 尼古拉·彼得罗维奇·杜比宁
尼古拉·彼得罗维奇·杜比宁（俄語：Николай Петрович Дубинин，1907年1月4日—1998年3月26日）苏联的生物学家，是细胞遗传学研究所的创始成员，始终坚持反对特罗菲姆·邓尼索维奇·李森科的学说。